# Młodzieżowe Drużynowe Mistrzostwa Polski na Żużlu 1996
Młodzieżowe Drużynowe Mistrzostwa Polski 1996 – zawody żużlowe, mające na celu wyłonienie medalistów młodzieżowych drużynowych mistrzostw Polski w sezonie 1996. Rozegrano eliminacje w czterech grupach oraz finał.

## Finał
- Częstochowa, 19 września 1996
- Sędzia: Włodzimierz Kowalski

| Msc |                                                                                      | Drużyna / Zawodnik                                | Biegi                       | Punkty |
| --- | ------------------------------------------------------------------------------------ | ------------------------------------------------- | --------------------------- | ------ |
| 1   |                                                                                      | Włókniarz-Malma Częstochowa                       | Włókniarz-Malma Częstochowa | 26+3   |
| 1   | Sebastian Ułamek Rafał Osumek Rafał Chiński Artur Pietrzyk Mariusz Szulc             | (3,3,3,1) (3,1,2,2) (1,1,1,2) (1,1,d,1)           | 10+3 8 5 3 ns               |        |
| 2   |                                                                                      | Stal Van Pur Rzeszów                              | Stal Van Pur Rzeszów        | 26+2   |
| 2   | Piotr Winiarz Rafał Trojanowski Kazimierz Zaborniak Maciej Kuciapa Maciej Pietraszek | (wsu,2,3,0) (2,3,2,3) (2,0,wu,2) (2,0,2,3)        | 5 10+2 4 7 ns               |        |
| 3   |                                                                                      | Unia Leszno                                       | Unia Leszno                 | 23     |
| 3   | Damian Baliński Robert Mikołajczak Adam Skórnicki Andrzej Szymański Maciej Jąder     | (3,3,3,2) (3,2,1,0) (wu) (1,0,0,3) (wu,1,1)       | 11 6 0 4 2                  |        |
| 4   |                                                                                      | Polonia-Philips Piła                              | Polonia-Philips Piła        | 20     |
| 4   | Rafał Dobrucki Waldemar Walczak Mariusz Franków Rafał Kowalski Krzysztof Pecyna      | (dst,2,3,3) (0,3,2,1) (0,1,1,0) (u/-) (2,2,0,w,u) | 8 6 2 0 4                   |        |